# Hexacylloepus granulosus
Hexacylloepus granulosus là một loài bọ cánh cứng trong họ Elmidae. Loài này được Sharp miêu tả khoa học năm 1882.